# Râul Izvorul lui Ștefan
Râul Izvorul lui Ștefan este curs de apă, afluent al Râului Izvorul lui Aurel. 

## Hărți
- Harta Siriu - Trasee Montane
- Harta Munții Buzăului [nefuncțională – arhivă]